# Іоланда (графиня Неверська)
Іоланда Неверська (грудень 1248 — 2 червня 1280) — графиня Неверська, Осерська та Тоннеррська. Сеньйора Перш-Гує. Дочка Еда Бургундського та його дружини Матильди II (графині Невера, Осера та Тоннерра).

## Біографія
У 1262 році померла Матильда, мати Іоланди, графиня Невера, Осера і Тоннерра. У неї не було синів, тільки три дочки. Спочатку всі три графства перебували під владою її чоловіка, Еда Бургундського.
Іоланда була однією з найбагатших спадкоємиць у Франції. Ще 8 червня 1258 року в Венсенському замку король Франції Людовик IX Святий домовився про шлюб Іоланди і одного зі своїх синів, Іоанна-Трістана. Сама церемонія відбулася в червні 1265 року.
У 1266 році помер батько Іоланди, Ед Бургундський, після чого Іоланда, як старша з дочок, повинна була отримати всі три графства. Однак з цим не погодилися її молодші сестри Маргарита і Аліса, які оскаржили права Іоланди, і звернулись зі скаргою в парламент. У підсумку в День всіх святих 1 листопада 1273 року було проведено поділ графств. За Іоландою було закріплено тільки Неверське графство, Маргарита отримала графство Тоннерр, а Аліса отримала Осерське графство.
Перший чоловік Іоланди, Іоанн-Трістан помер в 1270 році від дизентерії або тифу в Тунісі, під час Восьмого хрестового походу. Самостійно Іоланда правила Невером до 1272 року, коли вдруге вийшла заміж за Роберта VIII (сеньйора Бетюну), старшого сина і спадкоємця графа Фландрії Гвідо Дамп'єрра.
27 жовтня 1272 року, помирає дід Іоланди Гуго IV (герцог Бургундії), Бургундію успадковує дядько Іоданди, Роберт II. Оскільки батько Іоланди був сташим сином і спадкоємцем Гуго IV, вона претендує на Бургундське герцогство, але безуспішно.
Іоланда померла 2 червня 1280 року, вона була задушена своїм чоловіком, Робертом. Мотив невідомий, за деякими даними причиною вбивства була смерть першого сина Роберта від першого шлюбу, Карла, який нібито був отруєний Іоландою.
Неверське графство успадкував її старший син Людовик I. Перш-Гує успадкував молодший син Роберт.

## Родина
1 Чоловік — Іоанн-Трістан (1250—1270), граф Валуа, син Людовика IX (короля Франції) та його дружини Маргарити Прованської.
Діти: не було
2 Чоловік — Роберт III (1249—1322), сеньйор Бетюну, граф Фландрський
Діти
1. Людовик (1272 — 22 липня 1322) — граф Невера; граф-співправитель Ретеля.
2. Роберт (1278 — 26 червня 1331) — сеньйор Касселя та Перш-Гує.
3. Іоанна (? — 1333)
4. Іоланда (? — 1313)
5. Матильда (? — після 1314)